# Associação Europeia de Geografia

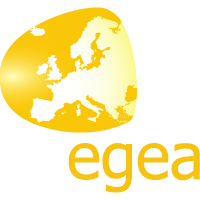
Logo da EGEA

A European Geography Association (EGEA) é uma associação que incentiva os estudantes europeus de geografia a se envolverem com experiências práticas de aprendizado. A EGEA oferece programas de intercâmbio e excursões para facilitar a conexão entre estudantes europeus e outros de todo o mundo.
A EGEA também fornece publicações em parceria com a EuroGeography. Eles operam em 32 países europeus e têm mais de 3.000 participantes ativos.
Os objetivos da EGEA são oferecer oportunidades de desenvolvimento pessoal a jovens geógrafos em toda a Europa e permitir-lhes realizar o seu potencial como jovens cientistas. A EGEA oferece oportunidades de aprendizagem complementares e alternativas, além da educação formal em geografia.  Isto é feito através do incentivo e viabilização do envolvimento na interacção intercultural, bem como do desenvolvimento de actividades académicas, científicas, culturais e profissionais destinadas aos jovens geógrafos em termos de igualdade, diversidade e não discriminação. A EGEA contribui ativamente para a promoção da geografia através das suas capacidades de rede e através de parcerias estratégicas, com o objetivo final de fortalecer o lugar da geografia nas comunidades locais dos membros. 

## História
A EGEA foi fundada em 1987 por estudantes de universidades em três cidades principais; Barcelona, Varsóvia e Utrecht. O objetivo da organização era permitir que estudantes de vários países europeus trocassem conhecimentos sobre a geografia da região.  Um ano depois, em 1988, a EGEA foi oficialmente registrada como uma fundação com sede em Utrecht, na Holanda. Em 1996 foi lançado o primeiro website da EGEA. A página inicial se tornaria o ponto de encontro central para todos os membros da EGEA em toda a Europa. Na Assembleia Geral de 2009 em Haia foi decidida a alteração do estatuto jurídico da EGEA. Desde então a EGEA funciona como uma associação internacional. Até 2014, a EGEA cresceu de suas três entidades iniciais para um número atual de 90 entidades em 36 países diferentes.

## Atividades
São várias as atividades locais, nacionais e internacionais organizadas pelas entidades da EGEA. Os principais eventos do ano são os congressos internacionais. Outros eventos anuais são encontros menores, que duram um fim de semana, e cursos de verão. Além disso, as entidades organizam seus próprios eventos. O espectro de conteúdos destes eventos vai desde seminários ou excursões científicas até eventos onde o foco principal é o convívio.

### Congressos
Por ano realizam-se cinco congressos: quatro Congressos Regionais na Primavera, organizados por uma ou mais entidades de cada região, e o Congresso Anual realizado em Setembro.
Os congressos sempre incluem workshops, excursões, treinamentos e palestras com embasamento científico. Há também reuniões de Pessoas de Contato das entidades e assembléias regionais ou internacionais.

### Intercâmbios
Os intercâmbios entre estudantes são as principais atividades da EGEA. Eles permitem que pequenos grupos de 2 ou 3 entidades da EGEA se visitem em seus países, aprendam sobre cultura, explorem hábitos locais e experimentem o ambiente natural daquele país. Mais importante ainda, eles permitem que jovens geógrafos conheçam seus pares em outros paises europeus. Seguindo o acordo, uma entidade está hospedando a outra. Durante o período de hospedagem, os jovens cuidam do alojamento, alimentação e programação. Mais tarde, a entidade de acolhimento passa a ser a visitante e retribui a visita. Os intercâmbios são inúmeras as atividades mais concorridas, levando em consideração o número de eventos que acontecem todos os anos.

### Simpósio Científico
Todos os anos no Congresso Anual há também um simpósio científico, onde os membros podem apresentar trabalhos científicos, como suas dissertações ou teses de doutorado.

### Seminários
Há alguns seminários todos os anos, sempre organizados por mais de uma entidade. Os seminários são realizados com a intenção de cobrir diferentes temas nas disciplinas particulares de geografia.

## Parceiros
A EGEA tem várias parcerias com organizações de estudantes como a EUROGEO, a Associação Internacional de Estudantes de Ciências Agrárias, IAAS, e a Organização Internacional de Estudantes de História (International Students of History Association, ou ISHA). Além disso, existe uma parceria com um programa da UE, "Juventude em Acção" bem como uma parceria com um programa do Conselho da Europa, "Fórum Europeu da Juventude". Existem também cooperações com a ESRI, fornecedora de programas GIS, e com a Universidade de Utrecht.